# Charles de Montpellier
Charles Constant Ghislain de Montpellier (Vedrin, 29 augustus 1830 - 4 november 1914) was een Belgisch volksvertegenwoordiger en provinciegouverneur voor de katholieke partij.

## Levensloop
Charles de Montpellier was de tweede van de vijf kinderen van Alphonse Alexis de Montpellier (1802-1884) en Constance de Moreau (1804-1841). Hij trouwde met Adeline van den Berghe (1836-1872) en ze kregen zeven kinderen.
Alphonse Alexis de Montpellier werd in 1847 in de adelstand erkend. Charles kreeg de baronstitel in 1896, overdraagbaar bij eerstgeboorte. Een zoon was volksvertegenwoordiger Adrien de Montpellier de Vedrin.
Charles werd arrondissementscommissaris voor de arrondissementen Zinnik (1871-1872) en Namen (1872-1879). Hij werd gouverneur van Namen in 1884 en bekleedde dit ambt tot enkele weken voor zijn dood.
Hij werd tweemaal verkozen tot katholiek volksvertegenwoordiger voor het arrondissement Namen, van 1859 tot 1864 en van 1880 tot 1884.